# Saison 1992-1993 du Racing Club de Lens
Chronologie
Saison précédente Saison suivante
La saison 1992-1993 du Racing Club de Lens, membre de la première division pour la deuxième année consécutive, a vu l'équipe terminer neuvième du Championnat de France.
Arnaud Dos Santos, entraîneur du club en début de saison, est remplacé en cours de saison par Patrice Bergues à la suite de mauvais résultats en championnat qui mettent le RC Lens en position de relégable. À l'issue de la saison, le club, dont les performances se sont améliorées, termine en neuvième position. Parallèlement à ce parcours en championnat, le RC Lens est huitième de finaliste de la Coupe de France.

## Avant-saison

### Transferts
Recrues du club la saison précédente, Bernard Lama et Jules Bocandé quittent le club artésien. Lama, qui dispose d'un pré-contrat avec le Paris Saint-Germain depuis 1991, rejoint effectivement ce club et refuse une proposition de l'Olympique de Marseille. Pour remplacer Lama, Guillaume Warmuz est recruté en provenance du CS Louhans-Cuiseaux. Parmi les autres recrues, les plus importantes sont l'arrivée de Jean-François Péron du RC Strasbourg et Nasko Sirakov du Levski Sofia,.

## Compétitions

### Championnat
La saison de championnat de division 1 1992-1993 a lieu du 8 août 1992 au 2 juin 1993. C'est la 55e édition du championnat de France de football et elle oppose 20 clubs au cours de 38 rencontres. C'est la 40e participation du Racing Club de Lens à cette compétition.

#### Déroulement de la saison
Le championnat commence pour le Racing Club de Lens par la réception à domicile de l'AJ Auxerre. Les Lensois s'inclinent trois buts à zéro. Enchaînant ensuite défaites ou matchs nuls, le RC Lens attend la quatorzième journée et la réception de l'US Valenciennes-Anzin pour obtenir leur première victoire, confirmée lors de la journée suivante par un succès sur le terrain de Montpellier,. Relégable à cette période, le président Gervais Martel nomme alors Patrice Bergues, issu de la formation du club, au poste d'entraîneur à la place d'Arnaud Dos Santos. Après une victoire à Metz deux buts à un, Lens est battu à domicile par l'Olympique lyonnais trois buts à zéro. À mi-saison, après un nul sur le terrain du dernier, le Sporting Toulon Var, Lens n'est plus relégable,.
La deuxième partie de saison est meilleure pour le club lensois. Réussissant à ne pas encaisser de but durant plusieurs journées consécutives,, le RC Lens est battu à l'extérieur par l'Olympique de Marseille lors de la 26e journée,. Une seule nouvelle défaite se produit lors des 12 derniers matchs, à Lyon lors de la 36e journée. Finalement, le RC Lens conclut sa saison à la neuvième place avec 40 points.

#### Classement final et statistiques
Le Racing Club de Lens termine le championnat à la neuvième place avec 12 victoires, 16 matchs nuls et 10 défaites. Lens présente la treizième attaque avec 36 buts et la septième meilleure défense avec 41 buts encaissés. Le Racing Club de Lens, seizième équipe à domicile avec 21 points, est troisième à l'extérieur avec 19 points.

### Coupe de France
Le RC Lens entre en lice en Coupe de France, comme tous les clubs professionnels de première division, au niveau des trente-deuxièmes de finale. Les Lensois se déplacent le 6 mars 1993 au stade Henri-Longuet de Viry-Châtillon affronter le Club olympique de Savigny Foot, pensionnaire de division d'honneur. Les Lensois s'imposent trois buts à un.
Au tour suivant, le tirage au sort amène Lens à se déplacer à Gueugnon pour y affronter le FC Gueugnon, membre de la deuxième division. Lors du match, les deux équipes n'arrivent pas à se départager dans le temps réglementaire et la prolongation. Aux tirs au but, le RC Lens se qualifie par quatre tirs à deux.
En huitièmes de finale, le RC Lens se déplace pour la troisième fois pour affronter au Stadium de Toulouse le Toulouse FC, membre de la première division. Les Toulousains éliminent les Lensois grâce à deux réalisations en deuxième mi-temps de Serge Romano puis Anthony Bancarel.

## Joueurs et encadrement technique

### Effectif professionnel
Le tableau ci-dessous reprend l'effectif lensois pour la saison 1992-1993

### Statistiques individuelles
Un joueur lensois dispute les 38 matchs de championnat, il s'agit du gardien Guillaume Warmuz. Plusieurs autres joueurs dépassent les 30 rencontres disputées. Ainsi, Éric Sikora en dispute 35, Jean-Guy Wallemme 34, Jimmy Adjovi-Boco, Mustapha El Haddaoui et Pierre Laigle 33, Hervé Arsène et Roger Boli 31, Jean-François Péron 30.
Le meilleur buteur en championnat est François Omam-Biyik. Douzième du classement des buteurs, il inscrit 11 réalisations.

## Affluences
Affluence du Racing Club de Lens à domicile, lors de la saison 1992-1993